# ウジェニー・ド・ボアルネ
ウジェニー・ド・ボアルネ（フランス語全名：Eugénie Hortense Auguste Napoléone de Beauharnais, 1808年12月22日 - 1847年9月1日）は、ホーエンツォレルン＝ヘヒンゲン侯コンスタンティンの妃。

## 生涯
イタリア副王ウジェーヌ・ド・ボアルネ（ナポレオン1世の養子、皇后ジョゼフィーヌの連れ子。ナポレオン失脚後はロイヒテンベルク公）とその妃アウグステの次女として、ミラノで生まれた。
1826年、コンスタンティンと結婚した。夫婦で鹿狩りを楽しむなど夫婦仲は良好であったが、子供に恵まれなかった。叔母オルタンス・ド・ボアルネや従弟ルイ・ナポレオン（のちのナポレオン3世）との交流があった。
1846年、肺結核を患い、1847年に死去した。遺言により27万3千ギルダーが慈善に寄贈された。
1850年、コンスタンティンはアマーリエ・フォン・ゲイヤーンと貴賤結婚した。しかしアマーリエとの間にも子供をなすことなく、1869年にコンスタンティンが死去すると、ホーエンツォレルン家支流として続いたホーエンツォレルン＝ヘヒンゲン侯家は断絶した。